# Gédéon Kalulu
Gédéon Kalulu Kyatengwa (Lione, 29 agosto 1997) è un calciatore congolese (Repubblica Democratica del Congo), difensore dell'Arīs Limassol e della nazionale congolese.

## Biografia
È nato in Francia da genitori di origini ruandese e congolese. Anche i suoi fratelli Aldo e Pierre sono calciatori.

## Carriera

### Club
Dopo una lunga trafila nelle giovanili dell'Olympique Lione, nel 2015 ha esordito con la seconda squadra nel Championnat de France amateur, la quarta divisione del campionato francese. Nell'agosto 2018, il Lione decide di mandarlo in prestito al Bourg-en-Bresse, nella terza divisione francese, per un'intera stagione. Rientrato dal prestito, in estate viene acquistato a titolo definitivo dall'Ajaccio, società militante nella seconda divisione francese.
Il 3 giugno 2022 firma un contratto quadriennale con il Lorient, con decorrenza dal 1º luglio seguente.
Il 18 agosto 2025 passa all'Arīs Limassol, firmando un contratto valido fino al 2028.

### Nazionale
Anche se è nato in Francia, ha scelto di giocare con la nazionale congolese, con la quale ha esordito il 13 ottobre 2020 nell'amichevole pareggiata per 1-1 contro il Marocco.

## Statistiche

### Presenze e reti nei club
Statistiche aggiornate al 15 marzo 2022.
| Stagione                 | Squadra                  | Campionato               | Campionato | Campionato | Coppe nazionali | Coppe nazionali | Coppe nazionali | Coppe continentali | Coppe continentali | Coppe continentali | Altre coppe | Altre coppe | Altre coppe | Totale | Totale |
| Stagione                 | Squadra                  | Comp                     | Pres       | Reti       | Comp            | Pres            | Reti            | Comp               | Pres               | Reti               | Comp        | Pres        | Reti        | Pres   | Reti   |
| ------------------------ | ------------------------ | ------------------------ | ---------- | ---------- | --------------- | --------------- | --------------- | ------------------ | ------------------ | ------------------ | ----------- | ----------- | ----------- | ------ | ------ |
| apr.-mag. 2015           | Olympique Lione 2        | CFA                      | 3          | 0          |                 | -               | -               |                    | -                  | -                  |             | -           | -           | 3      | 0      |
| 2015-2016                | Olympique Lione 2        | CFA                      | 1          | 0          |                 | -               | -               |                    | -                  | -                  |             | -           | -           | 1      | 0      |
| 2016-2017                | Olympique Lione 2        | CFA                      | 21         | 0          |                 | -               | -               |                    | -                  | -                  |             | -           | -           | 21     | 0      |
| 2017-2018                | Olympique Lione 2        | N2                       | 23         | 3          |                 | -               | -               |                    | -                  | -                  |             | -           | -           | 23     | 3      |
| ago. 2018                | Olympique Lione 2        | N2                       | 1          | 0          |                 | -               | -               |                    | -                  | -                  |             | -           | -           | 1      | 0      |
| Totale Olympique Lione 2 | Totale Olympique Lione 2 | Totale Olympique Lione 2 | 49         | 3          |                 | -               | -               |                    | -                  | -                  |             | -           | -           | 49     | 3      |
| 2018-2019                | Bourg-en-Bresse          | N                        | 19         | 1          | CF+CdL          | 1+0             | 0               |                    | -                  | -                  |             | -           | -           | 20     | 1      |
| 2019-2020                | Ajaccio                  | L2                       | 19         | 1          | CF+CdL          | 0+1             | 0               |                    | -                  | -                  |             | -           | -           | 20     | 1      |
| 2020-2021                | Ajaccio                  | L2                       | 34         | 0          | CF              | 2               | 0               |                    | -                  | -                  |             | -           | -           | 36     | 0      |
| 2021-2022                | Ajaccio                  | L2                       | 32         | 0          | CF              | 1               | 0               |                    | -                  | -                  |             | -           | -           | 33     | 0      |
| Totale Ajaccio           | Totale Ajaccio           | Totale Ajaccio           | 85         | 1          |                 | 4               | 0               |                    | -                  | -                  |             | -           | -           | 89     | 1      |
| 2022-2023                | Lorient                  | L1                       | 29         | 0          | CF              | 1               | 0               |                    | -                  | -                  |             | -           | -           | 30     | 0      |
| 2023-2024                | Lorient                  | L1                       | 12         | 0          | CF              | 0               | 0               |                    | -                  | -                  |             | -           | -           | 12     | 0      |
| Totale Lorient           | Totale Lorient           | Totale Lorient           | 41         | 0          |                 | 1               | 0               |                    | -                  | -                  |             | -           | -           | 42     | 0      |
| Totale carriera          | Totale carriera          | Totale carriera          | 194        | 5          |                 | 6               | 0               |                    | -                  | -                  |             | -           | -           | 200    | 5      |

### Cronologia presenze e reti in nazionale
| Cronologia completa delle presenze e delle reti in nazionale ― RD del Congo | Cronologia completa delle presenze e delle reti in nazionale ― RD del Congo | Cronologia completa delle presenze e delle reti in nazionale ― RD del Congo | Cronologia completa delle presenze e delle reti in nazionale ― RD del Congo | Cronologia completa delle presenze e delle reti in nazionale ― RD del Congo | Cronologia completa delle presenze e delle reti in nazionale ― RD del Congo | Cronologia completa delle presenze e delle reti in nazionale ― RD del Congo | Cronologia completa delle presenze e delle reti in nazionale ― RD del Congo |
| Data                                                                        | Città                                                                       | In casa                                                                     | Risultato                                                                   | Ospiti                                                                      | Competizione                                                                | Reti                                                                        | Note                                                                        |
| --------------------------------------------------------------------------- | --------------------------------------------------------------------------- | --------------------------------------------------------------------------- | --------------------------------------------------------------------------- | --------------------------------------------------------------------------- | --------------------------------------------------------------------------- | --------------------------------------------------------------------------- | --------------------------------------------------------------------------- |
| 13-10-2020                                                                  | Rabat                                                                       | Marocco                                                                     | 1 – 1                                                                       | RD del Congo                                                                | Amichevole                                                                  | -                                                                           | 92’                                                                         |
| 11-6-2021                                                                   | Tunisi                                                                      | Mali                                                                        | 1 – 1                                                                       | RD del Congo                                                                | Amichevole                                                                  | -                                                                           | 62’ 65’                                                                     |
| 23-9-2022                                                                   | Casablanca                                                                  | RD del Congo                                                                | 0 – 1                                                                       | Burkina Faso                                                                | Amichevole                                                                  | -                                                                           | 86’                                                                         |
| 9-9-2023                                                                    | Kinshasa                                                                    | RD del Congo                                                                | 2 – 0                                                                       | Sudan                                                                       | Qual. Coppa d'Africa 2023                                                   | -                                                                           |                                                                             |
| 13-10-2023                                                                  | Murcia                                                                      | Nuova Zelanda                                                               | 1 – 1                                                                       | RD del Congo                                                                | Amichevole                                                                  | -                                                                           |                                                                             |
| 15-11-2023                                                                  | Kinshasa                                                                    | RD del Congo                                                                | 2 – 0                                                                       | Mauritania                                                                  | Qual. Mondiali 2026                                                         | -                                                                           |                                                                             |
| 19-11-2023                                                                  | Bengasi                                                                     | Sudan                                                                       | 1 – 0                                                                       | RD del Congo                                                                | Qual. Mondiali 2026                                                         | -                                                                           |                                                                             |
| 6-1-2024                                                                    | Dubai                                                                       | RD del Congo                                                                | 0 – 0                                                                       | Angola                                                                      | Amichevole                                                                  | -                                                                           |                                                                             |
| 10-1-2024                                                                   | Abu Dhabi                                                                   | RD del Congo                                                                | 1 – 2                                                                       | Burkina Faso                                                                | Amichevole                                                                  | -                                                                           | 77’                                                                         |
| 17-1-2024                                                                   | San-Pédro                                                                   | RD del Congo                                                                | 1 – 1                                                                       | Zambia                                                                      | Coppa d'Africa 2023 - 1º turno                                              | -                                                                           | 90’                                                                         |
| 21-1-2024                                                                   | San-Pédro                                                                   | Marocco                                                                     | 1 – 1                                                                       | RD del Congo                                                                | Coppa d'Africa 2023 - 1º turno                                              | -                                                                           |                                                                             |
| 24-1-2024                                                                   | Korhogo                                                                     | Tanzania                                                                    | 0 – 0                                                                       | RD del Congo                                                                | Coppa d'Africa 2023 - 1º turno                                              | -                                                                           |                                                                             |
| 28-1-2024                                                                   | San-Pedro                                                                   | Egitto                                                                      | 1 – 1 dts (7 – 8 dtr)                                                       | RD del Congo                                                                | Coppa d'Africa 2023 - Ottavi di finale                                      | -                                                                           |                                                                             |
| 2-2-2024                                                                    | Abidjan                                                                     | RD del Congo                                                                | 3 – 1                                                                       | Guinea                                                                      | Coppa d'Africa 2023 - Quarti di finale                                      | -                                                                           |                                                                             |
| 7-2-2024                                                                    | Abidjan                                                                     | Costa d'Avorio                                                              | 1 – 0                                                                       | RD del Congo                                                                | Coppa d'Africa 2023 - Semifinale                                            | -                                                                           |                                                                             |
| 10-10-2024                                                                  | Kinshasa                                                                    | RD del Congo                                                                | 1 – 0                                                                       | Tanzania                                                                    | Qual. Coppa d'Africa 2025                                                   | -                                                                           |                                                                             |
| 15-10-2024                                                                  | Dar es Salaam                                                               | Tanzania                                                                    | 0 – 2                                                                       | RD del Congo                                                                | Qual. Coppa d'Africa 2025                                                   | -                                                                           |                                                                             |
| 16-11-2024                                                                  | Abidjan                                                                     | Guinea                                                                      | 1 – 0                                                                       | RD del Congo                                                                | Qual. Coppa d'Africa 2025                                                   | -                                                                           |                                                                             |
| 19-11-2024                                                                  | Kinshasa                                                                    | RD del Congo                                                                | 1 – 2                                                                       | Etiopia                                                                     | Qual. Coppa d'Africa 2025                                                   | -                                                                           | 46’                                                                         |
| 5-6-2025                                                                    | Orléans                                                                     | RD del Congo                                                                | 1 – 0                                                                       | Mali                                                                        | Amichevole                                                                  | -                                                                           |                                                                             |
| 8-6-2025                                                                    | Orléans                                                                     | RD del Congo                                                                | 3 – 1                                                                       | Madagascar                                                                  | Amichevole                                                                  | -                                                                           | 60’                                                                         |
| Totale                                                                      |                                                                             | Presenze                                                                    | 21                                                                          |                                                                             | Reti                                                                        | 0                                                                           |                                                                             |

## Palmarès

### Club

#### Competizioni nazionali
- Campionato francese di seconda divisione: 1

Lorient: 2024-2025